# Платанос (дем Александрия)
Вижте пояснителната страница за други значения на Платанос.
Платанос или Чинар Фурнус (на гръцки: Πλάτανος, до 1954 година Τσινάφορο, Цинафоро, катаревуса Τσινάφορον, Цинафорон) е село в Република Гърция, дем Александрия, област Централна Македония.

## География
Селото е разположено в областта Урумлък (Румлуки), на 7 m надморска височина, на 9 km южно от Плати.

## История

### В Османската империя
В XIX век Чинар Фурнус е гръцко село в Солунската каза на Османската империя. Александър Синве („Les Grecs de l’Empire Ottoman. Etude Statistique et Ethnographique“) в 1878 година пише, че в Чинафурнос (Tchinafournos), Камбанийска епархия, живеят 480 гърци. В 1900 година според Васил Кънчов („Македония. Етнография и статистика“) в Чинар Фурнус живеят 300 гърци християни и 45 цигани.
По данни на секретаря на Българската екзархия Димитър Мишев („La Macédoine et sa Population Chrétienne“) в 1905 година в Чинар Фурнос (Tchinar-Fournos) живеят 300 гърци и в селото работи гръцко училище.
Според доклад на Димитриос Сарос от 1906 година Цинафоро (Τσινάφορο) е елиногласно село в Кулакийската епископия с 340 жители с гръцко съзнание. В селото работи начално гръцко смесено училище с 35 ученици (30 мъже и 5 жени) и 1 учител.

### В Гърция
През Балканската война в 1912 година в селото влизат гръцки части и след Междусъюзническата в 1913 година Чинар Фурнус остава в Гърция. След Първата световна война в 1922 година в селото са заселени гърци бежанци. В 1928 година Чинар Фурнус е смесено местно-бежанско селище с 25 бежански семейства и 97 жители бежанци.
В 1954 година името на селото е преведено на Платанос.
Населението произвежда много памук, боб, пшеница, овошки и други земеделски култури.
| Име    | Име     | Ново име | Ново име | Описание                                             |
| ------ | ------- | -------- | -------- | ---------------------------------------------------- |
| Цаирия | Τσαΐρια | Ливадия  | Λιβάδια  | меестност на Ю от Платанос по левия бряг на Бистрица |

| Година    | 1913 | 1920 | 1928 | 1940 | 1951 | 1961 | 1971 | 1981 | 1991 | 2001 | 2011 | 2021 |
| --------- | ---- | ---- | ---- | ---- | ---- | ---- | ---- | ---- | ---- | ---- | ---- | ---- |
| Население | 200  | 475  | 543  | 678  | 730  | 823  | 855  | 910  | 1098 | 806  | 630  | 675  |